# David Vaughan
David Owen Vaughan (Abergele, 1983. február 18. –) walesi válogatott labdarúgó, aki a Notts County játékosa.

## Statisztika

### A válogatottban
(2016. június 5. szerint.)
| Válogatott | Szezon   | Mérkőzés | Gól |
| ---------- | -------- | -------- | --- |
| Wales      | 2003     | 0        | 0   |
| Wales      | 2004     | 1        | 0   |
| Wales      | 2005     | 3        | 0   |
| Wales      | 2006     | 3        | 0   |
| Wales      | 2007     | 3        | 0   |
| Wales      | 2008     | 1        | 0   |
| Wales      | 2009     | 2        | 1   |
| Wales      | 2010     | 5        | 0   |
| Wales      | 2011     | 7        | 0   |
| Wales      | 2012     | 4        | 0   |
| Wales      | 2013     | 5        | 0   |
| Wales      | 2014     | 1        | 0   |
| Wales      | 2015     | 2        | 0   |
| Wales      | 2016     | 5        | 0   |
| Összesen   | Összesen | 42       | 1   |